# 桜花昇ぼる
桜花 昇ぼる（おうか のぼる、9月23日 - ）は、日本の女優、講談師。旧芸名、桜花　昇（読み方は同じ）。別名、旭堂 南桜。
奈良県斑鳩町出身。出身校は相愛高等学校。OSK日本歌劇団の元男役トップスター。4代目旭堂南陵門下の講談師・旭堂南桜の芸名を持つ
。A型。

## 略歴
幼い頃からOSKの劇場があった地元のあやめ池遊園地で遊びOSKに慣れ親しんで育つ
。舞台好きな母親からOSKへの入団を勧められる。
1991年、日本歌劇学校入学。66期生。
1993年、OSK日本歌劇団に入団。あやめ池春季公演『ファンタジアランド』で初舞台。
男役スターとして期待される一方で、あやめ池のファミリーミュージカルによく出演していた。OSK解散後、再結成されたNewOSKのスターとして躍進を続ける。
2005年12月から2006年2月に大阪・名古屋・東京で上演された、真琴つばさ主演の『わが歌ブギウギ』に外部出演。OSK出身の笠置シヅ子を題材にした作品で、OSKの往年のスター・アーサー美鈴がモデルの役を演じる。OSKの存在感をアピールすると共に、退団を決意する男役スターという現役のスターには難解な役をこなした。
2007年4月、『春のおどり』で退団した大貴誠の後を受け、「次期トップに内定」とマスコミで発表された。娘役スターの若木志帆・北原沙織、男役スターの高世麻央・桐生麻耶らと共に、再生途上のNewOSKを担う中心的存在となる。
2007年8月、IMPホールでの『真田幸村』、同年11月の京都南座公演『レビュー in KYOTO』で主演、実質トップスターとなる。翌2008年4月大阪松竹座『春のおどり』が、正式なトップ披露公演として上演された。
2008年7月京都南座公演より、芸名を「桜花昇」から「桜花昇ぼる」と改名。
2014年5月大阪松竹座公演『春のおどり』に続いて、OSK初の東京新橋演舞場公演となる8月の『夏のおどり』をもって退団。
2015年、『蝶子と吉治郎の家』でOSK退団後初舞台出演を果たす。
2015年2月、四代目旭堂南陵門下の講談師・旭堂南桜として、初高座に挑む。

## 主な舞台

### 近鉄OSK時代
- 1993年3月 あやめ池春季『ファンタジアランド』※初舞台
- 1995年2月 近鉄劇場『天上の虹～星になった万葉人～』 石川麻呂
- 1995年7月 近鉄小劇場『青春革命～スローバラードは歌えない～』※新人公演主演
- 1996年2月 近鉄劇場『レディ・アンをさがして～Looking for Lady Anne～』 ロバート・ロックフェラー
- 1997年2月 近鉄劇場『上海夜想曲』 樹里
- 1997年3月 あやめ池春季『ヘンゼルとグレーテル』 ヘンゼル ※初主演
- 1998年3月 近鉄劇場『ニューオーリンズの賑わい!』 ボーティー・サター
- 1998年8月 近鉄小劇場『帰らざる夏』 ジョルジュ・バラン
- 1998年10月 あやめ池秋季『薔薇の街のロマンス』 サム
- 1999年2月 近鉄劇場『魔剣士』 影夢
- 1999年7月 『やまと恋散華』 ティボルト
- 1999年8月 あやめ池夏季『オーマイピエロショー』 ※主演
- 2000年2月 近鉄劇場『エル・アモール・グランデ』 ラモン・アルバス
- 2000年3月 あやめ池春季『アラビアン・ナイト　ロマン～アラジンとアリババの宝物～』 アラジン ※主演
- 2001年3月 あやめ池春季『長ぐつをはいたネコ』 ネコ大将 ※主演
- 2001年7月 あやめ池夏季『スパークリング・レビュー』 ※主演
- 2001年8月 MIDシアター『Nocturne』 ロベール
- 2002年3月 近鉄劇場『ASUKAの嵐・We Love Revue!』 秦河勝他
- 2002年8月 近鉄小劇場『恋はシャッフル!』 妖精パック ※主演
- 2002年10月 あやめ池秋季『Bon Voyage!～素晴らしい旅を～』 青年ファウスト・海賊の首領他
- 2003年2月 近鉄劇場『新・闇の貴公子』 袴垂保輔
- 2003年5月 近鉄劇場『Endless Dream～終わりなき夢～』 ※旧OSK最終公演

### NewOSK時代
- 2003年8月 近鉄劇場『熱烈歌劇 re-BIRTH～OSK復活のススメ～』 ※NewOSK立ち上げ公演
- 2003年11月 新神戸オリエンタル劇場『生きてこそ春に花～大石内蔵助とJ.S.バッハ～・We Love OSK～美しき旅立ち～』 サム・浅野内匠頭他
- 2004年4月 大阪松竹座『春のおどり 桜咲く国・ルネッサンス』 若衆S・フレディ・シャルル他
- 2004年9月 大阪松竹座『秋のおどり なにわ祭りファンタジー・愛抱きしめてジャンピング』 もみじの男S・半兵衛他
- 2004年9月 阿倍野区民ホール『闇の双璧』 安倍晴明
- 2004年11月 世界館杮おとし『BRILLIANT∞』
- 2005年4月 大阪松竹座『春のおどり 平安レジェンド・ダンシングフォーリーズ!』 芦屋道満・ガイS他
- 2005年4月 世界館『Show Time』 ディック ※主演
- 2005年6月 世界館『Club TAXEDO』 トミー
- 2005年8月 アピオ大阪『遥かなる空の果て・サンライズ』 ロイ他
- 2005年10月 世界館『愛の旋律』 ロベルト・シューマン ※主演
- 2005年12月～2006年2月 大阪松竹座・名古屋・東京『わが歌ブギウギ-笠置シヅ子物語-』 ユリー五十鈴 ※外部出演
- 2005年12月 和歌山市民会館『ショー・マスト・ゴー・オン!』 若衆S他
- 2006年4月 大阪松竹座『春のおどり 義経桜絵巻・ハッピー・ゲーム～人生は素晴らしいゲーム!～』 弁慶・ホセ他
- 2006年8月 アピオ大阪『華麗なるメヌエット-アマデウス伝説-・情熱のコンチェルト～協奏曲～』 モーツァルト 他 ※主演
- 2006年9月 大阪松竹座『秋のおどり　MOVE ON!! なにわ祭り抄　躍る道頓堀・BE ON THE ROADE』 男S・死神ハデス他
- 2006年10月 武生菊人形公演『秋のコンチェルト』 ※主演
- 2006年11月 世界館『フェアリーボイスVol.2 November Jam』
- 2007年2月 なら100年会館『Rhythm & Dance』 ※主演
- 2007年3月 よみうり文化ホール『限りない世界』 ※外部出演
- 2007年4月 大阪松竹座『春のおどり～桜咲く国2007・輝く未来へ～・桜・舞・橋 桜ファンタジア』 鳳凰S・ボーイS他
- 2007年7月 いかるがホール『桜花昇オンステージ SING A SONG』 ※主演
- 2007年8月 IMPホール『真田幸村～夢・燃ゆる～』　真田幸村　※主演
- 2007年9月 世界館『ス・ワンダフル～ジョージ・ガーシュイン物語～』　ジョージ・ガーシュイン　※主演
- 2007年11月 京都南座『NewOSK レビュー in KYOTO 源氏千年夢絵巻　ロマンス・シャイニングOSKベストセレクション』 光源氏 ※主演

### トップスター時代
- 2008年4月 大阪松竹座『春のおどり お祝い道中～浪花ともあれ桜花爛漫・DreamStep』トップ披露公演 浪花男・炎の男S他
- 2008年6月 高石アプラホール『OSK REVUE SHOW』
- 2008年7月 京都南座『レビュー in KYOTO Ⅱ 源氏千年夢絵巻 輪舞曲 ～薫と浮船～・ミレニアム・ドリーム』 薫大将
- 2008年12月 いかるがホール『桜花昇ぼるオンステージ SONG for you』
- 2009年3月 大阪松竹座『春のおどり 桜彦翔る・RUN & RUN』 桜彦
- 2009年7月 京都南座『レビュー in KYOTO Ⅲ さくら颱風　真夏の京も桜満開・DREAMS COME TRUE!』
- 2009年7月 いかるがホール『桜花昇ぼるオンステージ　SONG for you』
- 2009年8月 一心寺シアター『Dream　Again!』　竜崎慎之介
- 2009年9月 世界館『STAR★MINE』　シャーロック・ホムズン
- 2009年10月 大阪城公園『真田幸村～夢・燃ゆる～』　真田幸村　※主演
- 2009年12月 ホテルアウィーナ大阪 創立40周年記念 ＯＳＫ日本歌劇団クリスマスディナーショー
- 2010年1月 サンケイホールブリーゼ『YUKIMURAー我が心 炎の如くー／Burning Heart』
- 2010年2月 いかるがホール『聖徳太子絵巻』- 聖徳太子役
- 2010年4月 大阪松竹座『桜彦 翔る！エピソードⅡ～黄泉へ 桜ふたたび～／JUMPING TOMORROW!』- 桜彦役
- 2010年5月 道頓堀ZAZA『OSK日本歌劇団 OG公演 ルート66 「What a Wonderful World～The dreams come true story～」』 ＊友情出演
- 2010年7月 京都南座『レビュー in KYOTO Ⅳ　みやこ浪漫～RYOMA～／Dancing　Rhapsody』
- 2010年7月 上海国際博覧会日本館イベントステージ『夢の旅人NAKAMARO』- 仲麻呂役
- 2010年9月 たかいし市民文化会館『「Shining Parade」シャイニング・パレード』
- 2010年10 - 11月 たけふ菊人形『龍馬の夢 ／Love Force』
- 2010年12月 大阪国際交流センター『女帝を愛した男～ポチョムキンとエカテリーナ～』
- 2011年1月 いかるがホール『SONG FOR YOU 2011』
- 2011年4月 大阪松竹座『春のおどり　～繚乱～ さくら 桜 サクラ／STARS LEGEND ～DANCE DANCE DANCE～』
- 2011年5月 一心寺シアター倶楽『真田幸村 ～夢・燃ゆる～』
- 2011年7月 京都南座『虹のおどり　安土ロマネスク ～チョウサ ヤレヤレ チョウヤレ マッセ～／MIDSUMMER STEP ダンシング・ファンタジー ～リズム饗宴～』
- 2011年9月 たかいし市民文化会館『シャイニング・パレード2011』
- 2011年10 - 11月 たけふ菊人形『戦国の絆／Passionne'』
- 2011年11月 九度山文化スポーツセンター『真田幸村 ～夢燃ゆる～』
- 2012年1月 大阪ドーンセンター『ADDIO（アッディーオ）／Dance of Joy』
- 2012年1月 いかるがホール『SONG FOR YOU 2012』
- 2012年2月 三越劇場『ADDIO（アッディーオ）／Dance of Joy』
- 2012年4月 大阪松竹座『レビュー春のおどり　桜舞う九重に ～浪花の春にいざ舞わん～／GLORIOUS OSK ～リズム・コレクション～』
- 2012年7月　京都南座『レビュー in Kyoto　ラブ・メルヘン シンデレラ・パリ／グラン・ジュテ ～今・私たちは跳ぶ～』
- 2012年9月 三越劇場・大丸心斎橋劇場『レビュー The JUJU ～Bliss～』
- 2012年11月 たかいし市民文化会館『SECRET!／OSK SHOW in Appla-hall』
- 2013年2月 なんばHatch『熱烈歌劇2013 ～歌劇のススメ～』
- 2013年4月 日生劇場・大阪松竹座『春のおどり　桜咲く国　桜絵草紙／Catch a Chance Catch a Dream』
- 2013年6月 大丸心斎橋劇場『MOUSTACHE／ファム・ファタール』
- 2013年8月 京都南座『レビュー in Kyoto　OSKミュージカル「Love Traveler～幻の蝶を追って～」／レビューアドベンチャー「ネクステージ～夢を叶えるSong＆Dance～」』
- 2013年10 - 11月、たけふ菊人形『武生の鼓太郎～愛と友情のレジスタンス～／Wrapping! Clapping!』
- 2013年12月 高槻現代劇場『義の人～高山右近伝～／Wrapping! Clapping!』
- 2014年1月 たかいし市民文化会館『羽衣天女伝説～愛は時代を超えて～／Wrapping! Clapping!』
- 2014年1月 いかるがホール『SONG FOR YOU 2014』
- 2014年5月 大阪松竹座『レビュー春のおどり　桜花抄／Au Soleil ～太陽に向かって』
- 2014年8月 新橋演舞場『レビュー夏のおどり　桜花抄／Au Soleil ～太陽に向かって』 退団公演[10]

### OSK日本歌劇団退団後
- 2015年1月 人情活劇ミュージカル『蝶子と吉治郎の家』
- 2015年5月 『大阪城パラディオン - 将星☆真田幸村 -』 真田幸村　役
- 2016年3月 日本喜劇人協会VS道頓堀人情歌劇 第一部：道頓堀人情歌劇「蝶子と吉治郎の家」（三越劇場） [11]
- 2024年5月  OSK日本歌劇団 OG公演「Eternal Glory」(大阪松竹座）
- 2025年5月  OSK日本歌劇団 OG公演「Forever Dream」(大阪松竹座）
- 2025年9月  「新伝統座公演 人情活劇 蝶子と吉治郎の家 NEXT」（近鉄アート館）[12]
- 2026年1月 『わが歌ブギウギ-笠置シヅ子物語-』（三越劇場・南座） - ユリー五十鈴 役[13]